# بني اللاعي (المفتاح)

تعديل مصدري - تعديل

بني اللاعي هي إحدى قرى عزلة الجبر الاسفل بمديرية المفتاح التابعة لمحافظة حجة، بلغ تعداد سكانها 965 نسمة حسب تعداد اليمن لعام 2004.